# (6059) 1979 TA
(6059) 1979 TA (1979 TA, 1979 QK9, 1983 VD) — астероїд головного поясу.
Тіссеранів параметр щодо Юпітера — 3.471.